# Pico Turbina
El pico Turbina o Torbina es un pequeño pico del norte de España, el punto más elevado de la sierra de Cuera, una sierra litoral caliza del Principado de Asturias de unos cuarenta kilómetros de longitud que se extiende paralela al mar Cantábrico, entre los Picos de Europa y la costa de Llanes. Tiene una altitud de 1315 m y pertenece al concejo de Cabrales.

## Ruta de ascensión
La subida más corta al picu comienza en la carretera que enlaza el pueblo de Arangas (concejo de Cabrales) con el concejo de Peñamellera Alta, en el collado Cruz o de la Mina del Oso, de donde nace una ancha pista minera de gran pendiente que, dejando a un lado un gran casetón en ruinas, alcanza la cabaña, prado y fuente de Trebes, muriendo en el lugar donde se encuentra una mina abandonada.
Desde Trebes se toma un camino, antigua calzada, que alcanza el collado Sellón, en donde se une a la pista que sube de Arangas, internándose en la canal de Gobiu y finalizando en el collado de Concha Gobiu, a los pies de peña Llacia (1.228 m), donde ya es apreciable una magnífica vista de los Picos de Europa, destacando la inconfundible silueta del picu Urriellu o Naranjo de Bulnes sobre el resto de las cimas.
El camino continúa bordeando peña Llacia entre brezales y adentrándose en una zona de hayedos salpicada de jous (hoyos). Se alcanza la braña de Piedra del Oso, con un buen número de cabañas, algunas de ellas habitadas gran parte del año, y una fuente. Desde allí, un sendero permite superar un collado y entrar ya en una zona sin árboles, ante la cual ya se perfila la doble cumbre del Turbina, en cuyo alto hay una cruz con el buzón de cumbres, un vértice IGN, una caseta y una antena de radio alimentada con paneles solares. Al norte se divisa una magnífica vista de la costa oriental asturiana, especialmente la de Llanes, cuya capital está a los pies del picu. Al sur, los tres macizos de los Picos de Europa, con sus principales cumbres, son perfectamente distinguibles.
La ruta tiene, debido únicamente a su fuerte desnivel, una dificultad media-alta.
La ascensión también puede realizarse desde la costa llanisca, partiendo de El Mazucu, La Pereda o Purón, pero salvo que se conozca bien la zona no es muy aconsejable, ya que hay que atravesar una amplia zona de cerrado bosque y brezos en la que no es fácil orientarse y en la que hay riesgo de enriscarse.

## Carrera de montaña
Desde el año 2013 se realiza una prueba deportiva, CxM Picu Turbina, coincidiendo con la fiesta del pueblo de Rozagás, San Francisco, que consiste en subir a la cumbre y bajar (Rozagás-picu Turbina-Rozagás). 
- Datos: Q6075049
- Multimedia: Pico Turbina / Q6075049